# Future Present Past
Albums de The Strokes
Comedown Machine
(2013)
Future Present Past est un EP du groupe The Strokes sorti en 2016. Il a été classé no 144 dans le classement albums 2016 en France. Il contient trois nouveaux morceaux et un remix. Il est publié par Cult Records (en) le label du chanteur du groupe.

## Liste des titres
| No | Titre                    | Durée |
| -- | ------------------------ | ----- |
| 1. | Drag Queen               | 4:33  |
| 2. | Oblivius                 | 4:59  |
| 3. | Threat of Joy            | 4:23  |
| 4. | Oblivius (Moretti Remix) | 5:31  |